# Deimantė Cornette
Deimantė Cornette (née Deimantė Daulytė le 22 février 1989 à Šiauliai), est une joueuse d'échecs franco-lituanienne, grand maître international féminin et maître international.
Devenue française en 2021, elle est affiliée à la Fédération française des échecs depuis le 28 avril 2021.
Au 26 mai 2024, elle est la 3ème joueuse française derrière Marie Sebag et Almira Skripchenko. Elle est classée à la 104e place parmi les joueurs français avec un classement Elo de 2 366 points.
Elle remporte son premier championnat de France d'échecs en 2024 en battant Pauline Guichard.

## Palmarès
Deimantė Cornette remporte le championnat de Lituanie d'échecs féminin de 2006 à 2008, puis en 2012 et 2013.
En mars 2015, elle remporte le Mediterranean Flower, un tournoi toutes rondes, à Rijeka. 
Le mois suivant, elle participe au championnat du monde d'échecs féminin, où elle perd contre Monika Soćko lors du premier tour, au terme des matchs de départage.
Elle est vice-championne de France d'échecs en 2023. Elle accède au titre national en 2024 à l'Alpe d'Huez. Elle bat en finale la double championne de France Pauline Guichard au départage .

## Vie personnelle
Elle est mariée au grand maître international français Matthieu Cornette.